# 落合毅人
落合 毅人（おちあい たけと、2000年4月27日 - ）は、新潟県新潟市出身のプロサッカー選手。エリース豊島FC所属。ポジションはディフェンダー。

## 来歴
小・中学時代はアルビレックス新潟のアカデミーに所属していた。その後、新潟明訓高校を経て法政大学に進学した。2021年シーズンには総理大臣杯優勝を果たした。2022年5月26日、2023年シーズンからの清水エスパルス加入内定が発表された。
2023年より清水エスパルスに正式加入。4月19日、ルヴァンカップ・グループステージの川崎フロンターレ戦でプロデビューを飾った。
2024年、沖縄SVに期限付き移籍で加入した。
2025年、エリース豊島FCに期限付き移籍で加入した。

## 所属クラブ
- FC西内野
- アルビレックス新潟U-12
- アルビレックス新潟U-15
- 新潟明訓高校
- 法政大学
  - 2022年7月 - 12月  清水エスパルス（特別指定選手）[4]
- 2023年 -  清水エスパルス
  - 2024年  沖縄SV（期限付き移籍）
  - 2025年 -  エリース豊島FC（期限付き移籍）

## 個人成績
| 国内大会個人成績 | 国内大会個人成績 | 国内大会個人成績 | 国内大会個人成績 | 国内大会個人成績 | 国内大会個人成績 | 国内大会個人成績 | 国内大会個人成績 | 国内大会個人成績 | 国内大会個人成績 | 国内大会個人成績 | 国内大会個人成績 |
| 年度             | クラブ           | 背番号           | リーグ           | リーグ戦         | リーグ戦         | リーグ杯         | リーグ杯         | オープン杯       | オープン杯       | 期間通算         | 期間通算         |
| 年度             | クラブ           | 背番号           | リーグ           | 出場             | 得点             | 出場             | 得点             | 出場             | 得点             | 出場             | 得点             |
| 日本             | 日本             | 日本             | 日本             | リーグ戦         | リーグ戦         | リーグ杯         | リーグ杯         | 天皇杯           | 天皇杯           | 期間通算         | 期間通算         |
| ---------------- | ---------------- | ---------------- | ---------------- | ---------------- | ---------------- | ---------------- | ---------------- | ---------------- | ---------------- | ---------------- | ---------------- |
| 2023             | 清水             | 34               | J2               | 0                | 0                | 1                | 0                | 0                | 0                | 1                | 0                |
| 2024             | 沖縄SV           | 5                | JFL              | 1                | 0                | -                | -                | 0                | 0                | 1                | 0                |
| 2025             | A豊島            |                  | 関東1部          |                  |                  | -                | -                |                  |                  |                  |                  |
| 通算             | 日本             | 日本             | J2               | 0                | 0                | 1                | 0                | 0                | 0                | 1                | 0                |
| 通算             | 日本             | 日本             | JFL              | 1                | 0                | -                | -                | 0                | 0                | 1                | 0                |
| 通算             | 日本             | 日本             | 関東1部          |                  |                  | -                | -                |                  |                  |                  |                  |
| 総通算           | 総通算           | 総通算           | 総通算           | 1                | 0                | 1                | 0                | 0                | 0                | 2                | 0                |

- 2022年 特別指定選手としての公式戦出場無し

## タイトル

### クラブ
新潟明訓高校
- 高円宮杯 JFA U-18サッカープリンスリーグ北信越（2018年）

法政大学
- 総理大臣杯全日本大学サッカートーナメント（2021年）